# Daniel Faraday
Daniel Faraday est un personnage fictif du feuilleton télévisé Lost : Les Disparus. Il est interprété par l'acteur Jeremy Davies. 
Daniel est un physicien qui apparaît pour la première fois dans la quatrième saison. Il fait partie de l'équipe à bord du Kahana venue sur l'île pour retrouver Benjamin Linus. Il doit son nom à Michael Faraday, physicien britannique du XIXe siècle.

## Biographie fictive

### Avant son arrivée sur l'île
Daniel, né le 19 décembre 1977, est le fils d'Eloise Hawking et de Charles Widmore. Durant son enfance, Eloise lui cache l'identité de son père et le pousse à développer son esprit scientifique au détriment de sa vie sociale et de ses loisirs. Après avoir été diplômé de l'Université d'Oxford avec sa petite amie Theresa, Daniel reçoit une importante subvention de l'industriel Charles Widmore. Dans les années 1990, Daniel commence à travailler en tant que physicien au Queen's College, à Oxford, où il étudie le déplacement de la conscience d'un sujet à travers le temps. Un jour, Daniel rencontre Desmond qui subit un déplacement de sa conscience entre 1996 et 2004, ce qui l'incite ensuite à reprendre ses expériences abandonnées. Cependant, lorsque Daniel réalise des expériences similaires sur Theresa, elle se retrouve dans un état végétatif et Daniel est expulsé d'Oxford. Daniel avait également mené une expérience sur lui-même entraînant des dommages à long terme sur sa mémoire. 
Après le crash du vol Oceanic 815, Daniel est bouleversé lorsqu'il regarde un journal télévisé montrant des images de l'épave apparente de l'avion dans les profondeurs de l'océan Indien. Widmore se rend chez Daniel et le convainc d'aller sur l'île, qui selon lui va le guérir de ses pertes de mémoires. Daniel est alors recruté dans une équipe secrète aux côtés de Charlotte, Miles et Frank Lapidus. Leur mission est de voyager sur l'île, de mener plusieurs expériences scientifiques liées à l'île, et de désactiver la station « La Tempête » du Projet Dharma, qui contient des gaz toxiques pouvant tuer tous ceux présents sur l'île s'il était libéré. Ils sont également chargés de retrouver Benjamin Linus.

### Sur l'île
Daniel arrive sur l'île le 23 décembre 2004 en parachute après avoir sauté d'un hélicoptère avec deux autres membres de son équipe. Daniel est retrouvé le premier par Jack et Kate dans la jungle. Lorsque Daniel met le pied sur l'île, son problème de mémoire s'améliore. Daniel informe d'abord Jack et Kate qu'ils ont été envoyés sur l'île pour les sauver, mais admet par la suite que leur sauvetage n'est pas l'objectif primaire du cargo. Par la suite, Sayid, arrivé sur le cargo en hélicoptère, l'informe grâce à un téléphone satellite que l'esprit de Desmond se déplace en permanence entre 1996 à 2004. Daniel le sauve en lui disant qu'il doit trouver sa constante entre les deux époques. Le soir, Daniel et Charlotte quittent secrètement la plage pour effectuer une mission à la station « La Tempête » en rendant le gaz mortel inerte. Plus tard, un corps échoue sur la plage que Daniel identifie comme étant le médecin du cargo mais un appel en morse révèle que le médecin est toujours vivant. Le lendemain matin, la maladie de Jack s'aggrave et il devient vital que son appendice soit enlevée. Daniel, Charlotte, Sun et Jin se rendent à la station médicale pour récupérer les instruments nécessaires à son opération. Lorsque Sayid revient sur la plage en canot pneumatique, Daniel commence à transporter des survivants vers le cargo, dont notamment Sun et Aaron. Il revient ensuite sur l'île pour avertir Charlotte et Miles qu'ils doivent quitter l'île avec lui mais tous deux choisissent de rester et Charlotte lui donne un baiser sur la joue avant son départ. Daniel repart alors avec un autre groupe quand, à mi-chemin entre le Kahana et l'île, un « flash » se produit à la suite du déplacement de l'île par Benjamin Linus.
De retour sur l'île, Daniel retrouve les survivants restants et leur explique que l'île fait des bonds à travers le temps de manière aléatoire. À la suite d'un bond dans le temps, il fait venir Desmond hors de la trappe afin de l'avertir que les survivants sont en danger et qu'il ne doit pas oublier de trouver sa mère une fois qu'il aura quitté l'île. À la suite d'un autre bond dans le temps, Daniel et les autres survivants sont capturés par les « Autres » dans les années 1950. Daniel, Charlotte et Miles sont emmenés au camp où Daniel dit à Richard Alpert que la bombe à hydrogène doit être enterrée en raison d'une fissure dans la coque. Après un autre bond dans le temps, Daniel reste avec Charlotte quand elle s'effondre, souffrant des déplacements temporels. Charlotte révèle que, quand elle était une jeune fille, un homme est venu et lui a dit de quitter l'île, et elle se rend compte que cet homme était Daniel lui-même. Charlotte meurt ensuite dans les bras de Daniel. Pendant ce temps, Locke arrête ces sauts dans le temps en déplaçant l'île et le groupe échoue en 1974. Daniel quitte l'île et rejoint le siège du Projet Dharma, à Ann Arbor, au Michigan et y reste durant trois ans avant de revenir sur l'île. À son retour, il tente d'empêcher l'incident qui nécessitera la construction de la station « Le Cygne » responsable du crash du vol 815 et à terme, leur voyage à travers le temps en 1977. Avant de mettre son plan à exécution, il avertit la jeune Charlotte de ne jamais revenir sur l'île après l'avoir quittée. Daniel croyait auparavant que les évènements historiques étaient inaltérables, guidés par des constantes qui ne pouvaient pas être changées mais il est venu à croire que les constantes sont complétées par des variables, en l'occurrence les survivants venus du futur. Daniel projette de faire exploser la bombe à hydrogène afin de neutraliser l'énergie électromagnétique instable qui est sur le point d'être libérée dans un incident au sein du Projet Dharma. Afin de mener à bien son plan, Daniel se rend dans le camp des « Autres » avec Jack et Kate pour parler à sa mère, Eloise Hawking. Il pénètre dans leur camp et menace de tirer sur Richard Alpert tant qu'il n'aura pas vu Eloise. À ce moment, il est abattu par Eloise elle-même. Avant que Daniel meure, il raconte à Eloise qu'il est son fils et qu'elle ne pouvait ignorer ce qui se passerait en l'envoyant sur l'île.

### Réalité alternative
Dans la réalité alternative, Daniel a été autorisé à poursuivre sa passion pour la musique et n'a jamais reçu une formation en physique. Après avoir entendu Eloise convaincre Desmond de cesser de poursuivre Penelope, Faraday parle à Desmond de sa théorie de réalité alternative. Il dit à Desmond qu'il a récemment vu une femme rousse dont il a eu l'impression de l'avoir connu et aimé. Il lui montre également un cahier dans lequel il a écrit des formules de mécanique quantique avancée, un sujet dans lequel il ne connait rien. Il émet alors l'hypothèse que le monde que lui et Desmond connaissent a été modifié. Faraday lui dit ensuite que Penelope est sa demi-sœur et où Desmond peut la trouver. Plus tard, Faraday retrouve Charlotte à son concert mais ils ne se rendent pas encore compte qu'ils sont dans l'au-delà.